# Бельдеж № 3
Бельде́ж № 3 (вариант — Ворошилово)— посёлок в Полтавском районе Омской области России. Административный центр Ворошиловского сельского поселения.
Основан в 1913 году.
Население — 517 чел. (2010)

## Физико-географическая характеристика
Посёлок находится в лесостепной зоне в пределах Ишимской равнины, являющейся частью Западно-Сибирской равнины, на высоте 120 метров над уровнем моря. К востоку от села расположено озеро Грицаево. Почвы — чернозёмы языковатые обыкновенные
Бельдеж № 3 прилегает к северной окраине районного центра посёлка Полтавка и расположен в 150 км от областного центра города Омск.
Климат
Климат резко континентальный, со значительными перепадами температур как между климатическими сезонами, так и даже в течение суток (согласно классификации климатов Кёппена — влажный континентальный (индекс Dfb)). Многолетняя норма осадков — 361 мм. Наибольшее количество осадков выпадает в июле — 63 мм, наименьшее в марте — 12 мм. Среднегодовая температура положительная и составляет +1,6 С, средняя температура июля +19,8 С, января −17,1 С.

## История
К 1913 году на территории современного Полтавского района были созданы 42 переселенческих участка под названием Бельдеж. К этому времени близ современного села возникло 6 небольших хуторов, в которых жили переселенцы из Тамбовской, Рязанской и Черниговской губерний. В 1913 году общим сходом было решено жить одним селом ближе к Полтавке. Место, которое было выбрано ходоками, находилось на земельном участке под № 3. Так посёлок получил своё название Бельдеж № 3 по названию села Бельдяж Кромского уезда Орловской губернии.
В 1928 году в посёлке организован колхоз «Ясная поляна». Первоначально в состав хозяйства вошло 5 бедняцких хозяйств, имеющих 4 лошади и одну лобогрейку. К концу 1931 года в колхозе «Ясная поляна» насчитывалось 35 хозяйств, появились 2 трактора, сеялки, лобогрейка. В 1936 году колхоз «Ясная поляна» был переименован в честь К. Е. Ворошилова. В 1950 году произошло слияние колхоза «Новое поле» (село Полтавка) с колхозом имени Ворошилова, а в 1961 году колхоз реорганизовался в совхоз. В ноябре 1980 года Полтавский районный Совет народных депутатов ходатайствовал перед областным Советом народных депутатов о переименовании села Бельдеж № 3 в село Ворошилово, но решение поддержано не было.

## Население
| 1926 | 2010 |
| ---- | ---- |
| 21   | ↗517 |